# Цвітова (Калуський район)
Цвітова́ — село в Войнилівській громаді Калуського району Івано-Франківської області України.

## Історія
На теренах села знайдено поселення доби бронзи, наявні 2 кургани.
Перша письмова згадка належить до 1578 року. Колись тут був замок шляхтича Блажовського.
У 1880 році в селі було 550 мешканців (428 греко-католиків, 118 римо-католиків, 4 юдеї), церква належала до греко-католицької парафії у селі Лука. Більшістю земель володів Ян Яновський.
У 1939 році в селі проживало 870 мешканців (740 українців, 10 поляків, 115 латинників і 5 євреїв).

## Соціальна сфера
- Церква св. Миколая (храмове свято 19 грудня) збудована 1864 року, пам'ятка архітектури місцевого значення № 493/1[4][5]. Австрійська армія конфіскувала в серпні 1916 р. у цвітівській церкві 3 давні дзвони діаметром 44, 33, 27 см, вагою 46, 17, 9, виготовлені в 1875, 1874, 1730 рр. Після війни польська влада отримала від Австрії компенсацію за дзвони, але громаді села грошей не перерахувала.[6]
- Школа І-ІІ ст[7]. на 108 учнівських місць, зведена методом народної будови у 1999 році[8]. 23.08.23 встановлена меморіальна дошка Валерієві Соколу.[9]
- ФАП.
- Народний дім.
- 174 двори, 426 мешканців.

У селі є реформатський костел 1938 року будівництва, діє до сьогодні.

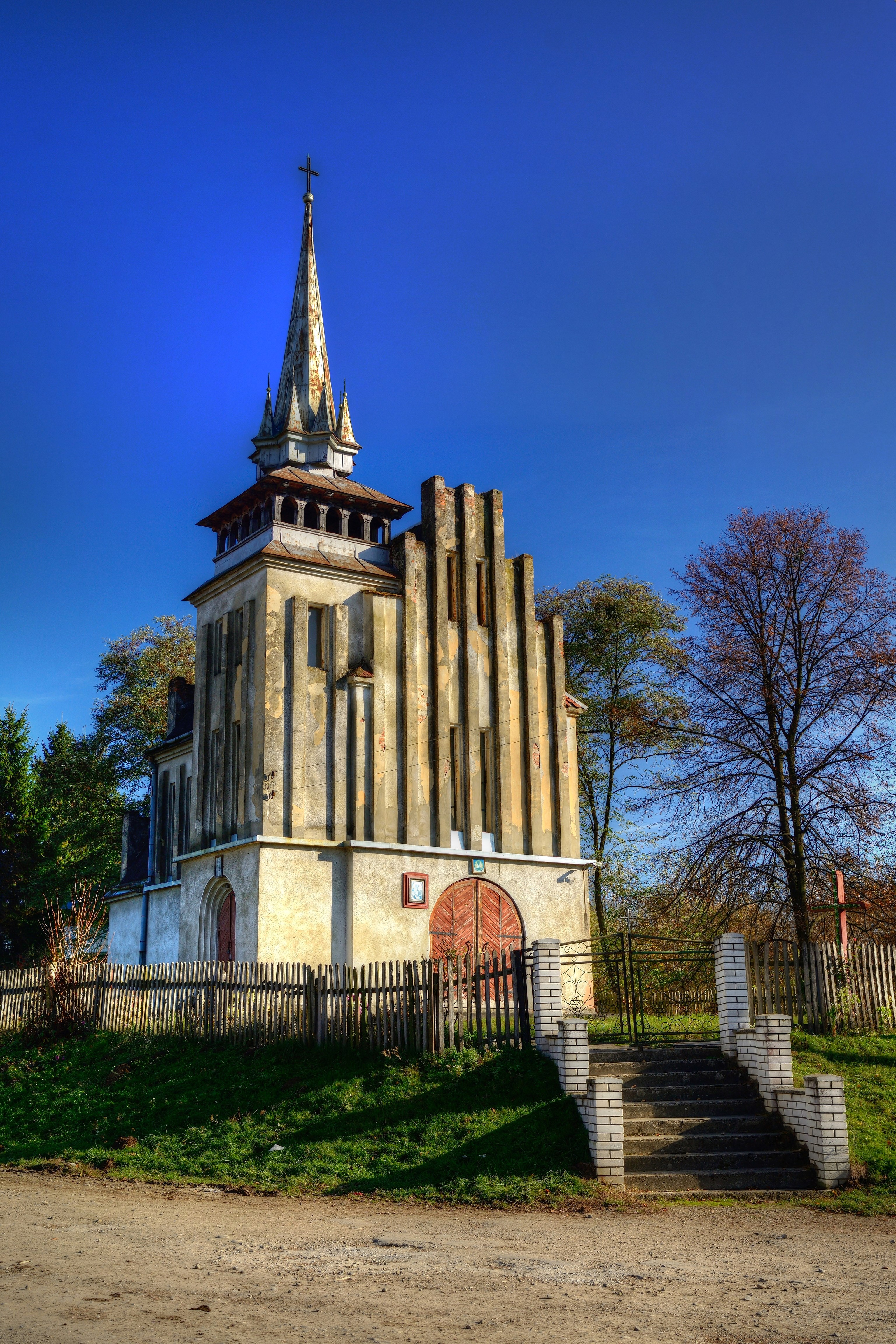
Костел

## Вулиці
У селі є вулиці:
- Василя Стефаника
- Височана
- Зелена
- Івана Франка
- Порцеляція
- Тараса Шевченка

## Люди

### Народилися
- Микола Дутка — український військовик, сотник УПА, перший лицар Срібного хреста бойової заслуги УПА 2 класу.
- Параска Палагній — збирачка і хранителька фольклору та найкращих зразків усної народної творчості.
- Роман Стебельський (1906—1982 рр.) — громадсько-просвітницький діяч, педагог і лісничий.
- Олег Турій (1964) — український історик Церкви.